# Wilhelm Lehmbruck
Wilhelm Lehmbruck, född 4 januari 1881 i Duisburg, död 25 mars 1919 i Berlin, var en tysk bildkonstnär.

## Verk
Wilhelm Lehmbruk var främst skulptör men även verksam som målare och grafiker. Efter studier vid Kunstakademie Düsseldorf (1901–1906) fann han omkring 1911 sin personliga stil och eftersträvade att i något långsträckta figurer ge levande uttryck åt själsliga förlopp. Bland hans verk märks Stora knäböjande (1911), Uppstigande yngling (1913) och Den fallne (1915-16). 
1937 beslagtog Propagandaministeriet i Nazityskland vad som fanns av Lehmbruck på statliga museer (även det som var utlånat dit), därför att det definierades som Entartete Kunst. Det var 56 etsningar, 11 oljemålningar, 45 skulpturer och 2 teckningar. Två av hans skulpturer, Große Kniende och Der Gebeugte visades på smädeutställningen Entartete Kunst i Münchens Hofgartenarkad 1937. 

### Große Kniende / Stora knäböjande
Den stengjutna skulpturen Stora knäböjande ställdes ut första gången på Sonderbunds internationella konstutställning i Köln 1912 och deltog därefter i den amerikanska motsvarigheten Armory Show 1913. Den hade gjutits i tre exemplar. Alla beslagtogs av makthavarna i Nazityskland 1937. Två exemplar finns numera kvar, ett på Museum of Modern Art i New York och ett på Staatlische Kunstsammlungen i Dresden. Skulpturen medverkade vid konstutställningarna documenta 1 (1955) och documenta III (1964) i Kassel. 
Ett exemplar visades 1937 på den avsiktligt nedsättande utställningen "Entartete Kunst" i München. Därefter slogs skulpturen i bitar och såldes för 10 dollar 1940 i det skicket, till konsthandlaren Bernhard A. Böhmer. Före 1945 sålde konsthandlaren fragmenten vidare till en privatperson. I Böhmers kvarlåtenskap hittades ändå ett exemplar av skulpturens stengjutna torso, 82 cm hög, oomnämnd i konstnärens verkförteckningar. Möjligen hade Böhmer låtit gjuta samman fragment till denna torso som idag finns på Historisches Museum i Rostock. 

### Lehmbruck-Museum
En stor del av Wilhelm Lehmbrucks verk finns idag på Lehmbruck-Museum i födelsestaden Duisburg. Nästan alla beslagtagna målningar återlämnades till familjen Lehmbruck redan 1939 och finns idag på museet.

## Utmärkelser
Asteroiden 6504 Lehmbruck är uppkallad efter honom.

### Galleri

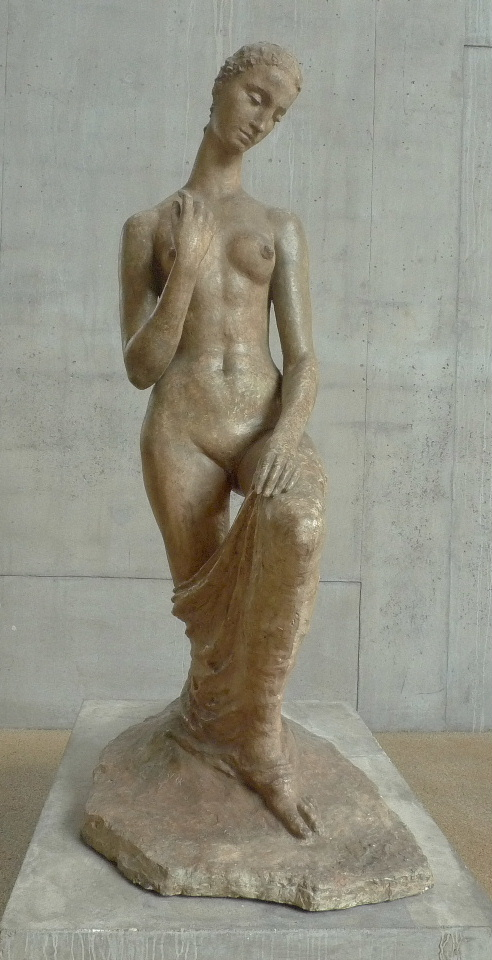
Große Kniende / Stora knäböjande (1911), 178 cm hög,
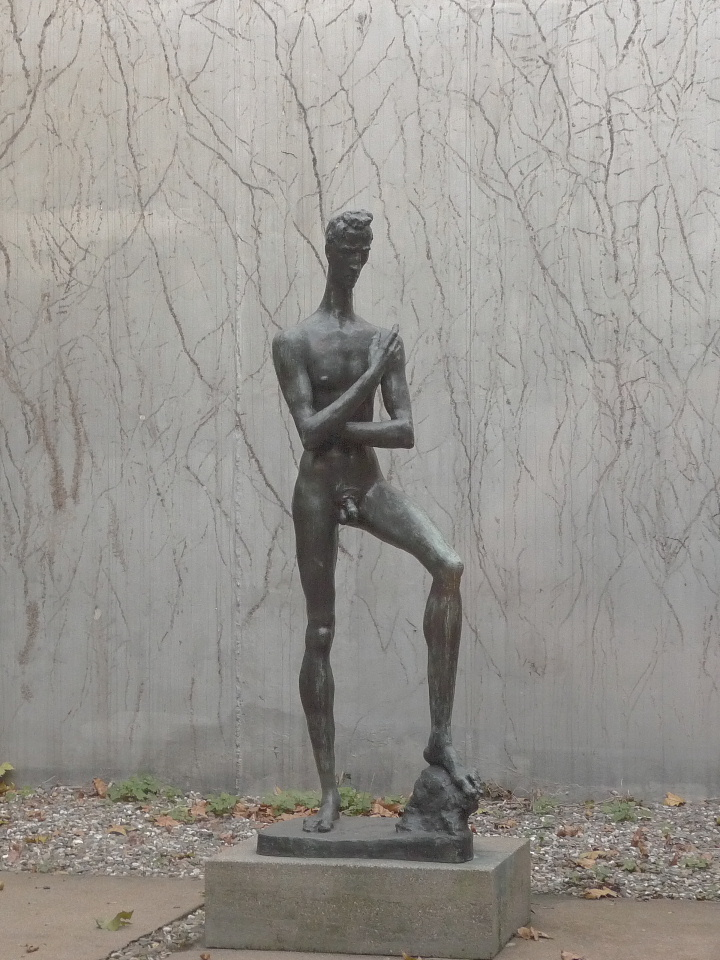
Emporsteigender Jüngling / Uppstigande yngling (1913), Lehmbruck-Museum
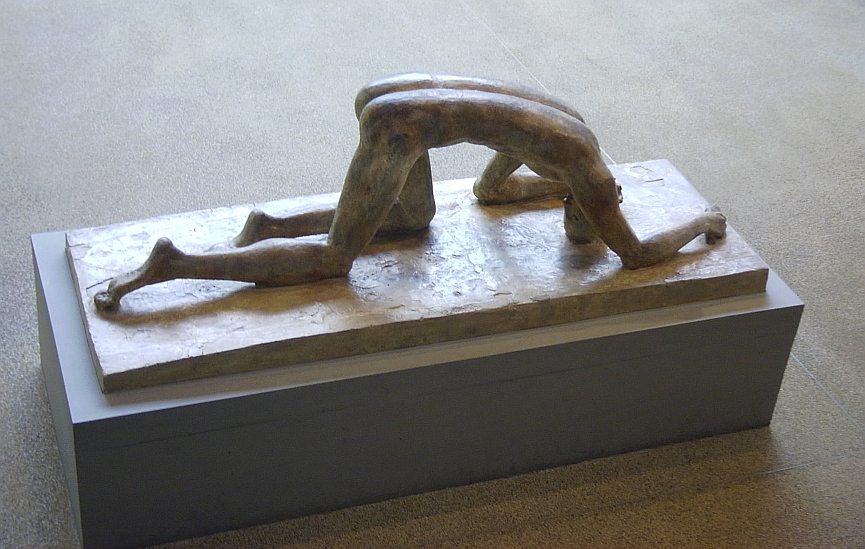
Der Gestürzte / Den fallne (1915-16), Pinakothek der Moderne.
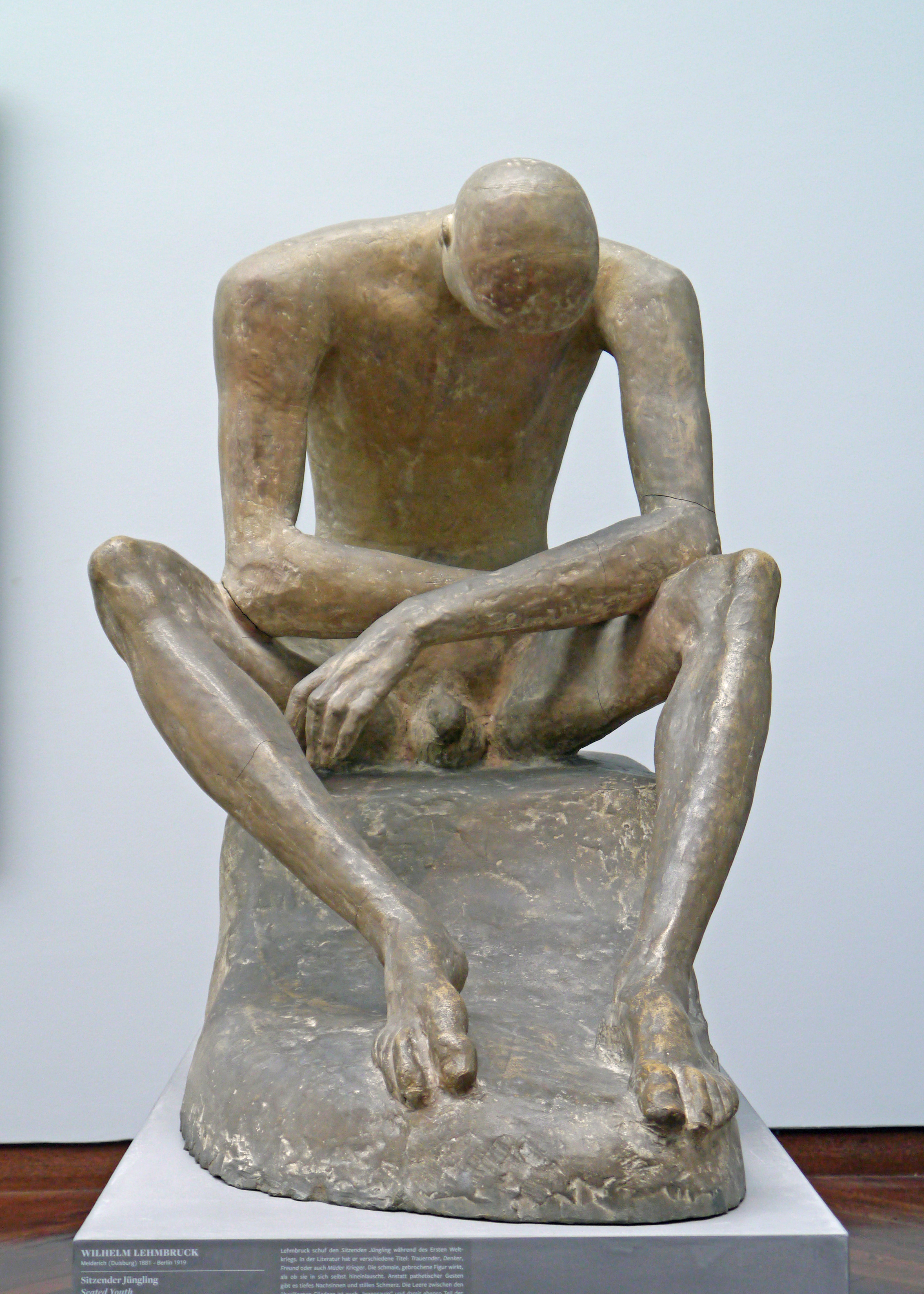
Der Gebeugte - Sitzender Trauernder / Den böjde - sittande i sorg (1917), gips, 105 cm hög. Beslagtagen 8 juli 1937 på Kunsthalle Mannheim. Visad på Entartete Kunst-utställningen samma månad. Köptes därefter ur en värdedepå av konsthandlaren Karl Buchholz och fördes till New York 1939. Tillhör National Gallery of Art i Washington, D.C. sedan 1974 (2018).